# Тирза (фильм)
«Тирза» (нидерл. Tirza) — голландский художественный фильм, снятый режиссёром и сценаристом Рудольфом ван ден Бергом в 2010 году по мотивам одноимённого романа-бестселлера Арнона Грюнберга.

## Сюжет
Главного героя фильма — Йоргана досрочно оправляют на пенсию. Безрадостную жизнь скрашивает лишь его дочка Тирза. Но отправившись в отпуск в Намибию, она внезапно исчезает, Йорган отправляется следом, чтобы найти её. Единственный союзник и помощник в поиске — это маленькая девочка — проститутка Кайса. Вместе с ней он отправляется в намибийскую пустыню на поиски и спасение своей дочери.
Главный герой фильма отчаянно ищет пропавшую дочь, приближаясь к жестокой конфронтации с человеком, который стал виновником случившегося с его любимым ребёнком.

## В ролях
- Сильвия Хукс
- Эбби Хес
- Иоханна тер Стехе
- Ерун Шпиценбергер
- Наоми ван Эс
- Гийс Шолтен ван Ашат
- Nasrdin Dchar
- Майкл Дюбэ
- Keitumetse Matlabo
- Titia Hoogendoorn

## Награды
Фильм получил ряд премий:
- Роман «Тирза», послуживший основой сценария фильма, получил премию «Золотая Сова» 2007 года.
- На фестивале голландского кино в 2010 году режиссёр и сценарист Рудольф ван ден Берг за фильм «Тирза» удостоен премии «Золотой телёнок» в категории «Лучший режиссёр».
- 2011 — номинация на премию «Оскар» за лучший фильм на иностранном языке.